# Delmarva (schiereiland)

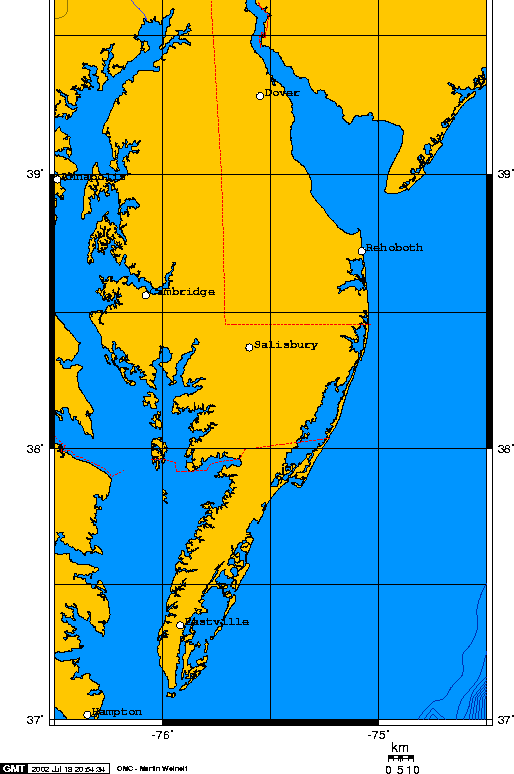
Kaart van het Delmarva schiereiland

Delmarva is een groot schiereiland aan de oostkust van de Verenigde Staten. Het grondgebied van het schiereiland wordt gedeeld door drie staten, Delaware, Maryland en Virginia. Delmarva scheidt de Chesapeake Bay van de Atlantische Oceaan. Het schiereiland heeft een oppervlakte van 14.130 km². In het jaar 2000 woonden er 681.030 mensen op het schiereiland, waarmee de bevolkingsdichtheid op 48 inwoners per km² komt, wat vergeleken met de verstedelijkte gebieden eromheen relatief laag is.
De Chesapeake Bay Bridge verbindt het schiereiland met de rest van de staat Maryland, terwijl in het zuiden de Chesapeake Bay Bridge-Tunnel de verbinding met het vasteland van Virginia vormt.
Dover, de hoofdstad van Delaware, is de grootste stad van het schiereiland naar bevolking, maar de regio rond Salisbury (Maryland) in het centrum van Delmarva is economisch gezien het belangrijkste gebied.

## Oorsprong van de naam
Delmarva is een porte-manteau van de staten die het schiereiland delen: Delaware, Maryland, en Virginia.
De naam werd eerst in het bedrijfsleven gebruikt. Zo bestond bijvoorbeeld The Delmarva Heat, Light, and Refrigerating Corp. al in 1913. De naam werd pas algemeen gebruikt in de jaren twintig van de twintigste eeuw.